# José Molina (beisbolista)
José Benjamín Molina (Bayamón, Puerto Rico; 3 de junio de 1975) es un exreceptor puertorriqueño de béisbol profesional que jugó en las Grandes Ligas (MLB) para los Chicago Cubs, Anaheim Angels, New York Yankees, Toronto Blue Jays, Tampa Bay Rays.
Molina es el medio de tres hermanos (el hermano mayor Bengie y el hermano menor Yadier), todos han jugado como receptor en las Grandes Ligas. Son los únicos tres hermanos en la historia de la MLB que han ganado anillos de la Serie Mundial. Bengie y José lo hicieron juntos como miembros de los Anaheim Angels de 2002, y Yadier con los St. Louis Cardinals de 2006 y 2011. Más tarde, José ganó un segundo anillo con los New York Yankees de 2009.
Conocido por sus habilidades en la elaboración de lanzamientos y en el manejo del cuerpo de lanzadores, Molina es dos veces campeón de la Serie Mundial en MLB y dos veces medallista de plata con Puerto Rico.

## Carrera profesional

### Chicago Cubs
Molina fue seleccionado por los Chicago Cubs en la decimocuarta ronda del draft amateur de 1993. Su primer equipo de Grandes Ligas fueron los Cachorros, para los que jugó 10 partidos en la convocatoria de septiembre de 1999.

### Anaheim Angels
Se unió a los entonces Angelinos de Anaheim en 2001 como agente libre, pero jugó solo un puñado de partidos antes de establecerse durante la temporada 2002 como receptor suplente de los Angelinos para su hermano, Bengie.
En 2002, Molina consiguió su primer anillo de Serie Mundial cuando los Angelinos ganaron la Serie Mundial de 2002 contra los San Francisco Giants.
En 2005, conectó seis jonrones, la mejor marca de su carrera, y empató el récord de su carrera con 25 carreras impulsadas, ya que bateó (.306) contra zurdos.
Tras la salida de Bengie de los Angelinos, Molina entró en la temporada 2006 como el nuevo receptor abridor de los Angelinos, aunque se esperaba que el novato Jeff Mathis también vería un tiempo considerable manejando las tareas de receptor del equipo en el transcurso de la temporada. Sin embargo, Mathis tuvo problemas durante el primer mes de la temporada y, como resultado, finalmente fue degradado a las ligas menores. El mismo Molina luego luchó ofensivamente, y la prometedora actuación ofensiva del reemplazo de Mathis en la lista, el novato Mike Napoli, relegó una vez más a Molina al papel de receptor de reserva. Aun así jugó 78 juegos, la mejor marca de su carrera, y tuvo 225 turnos al bate, la mejor marca de su carrera, en 2006.

### New York Yankees

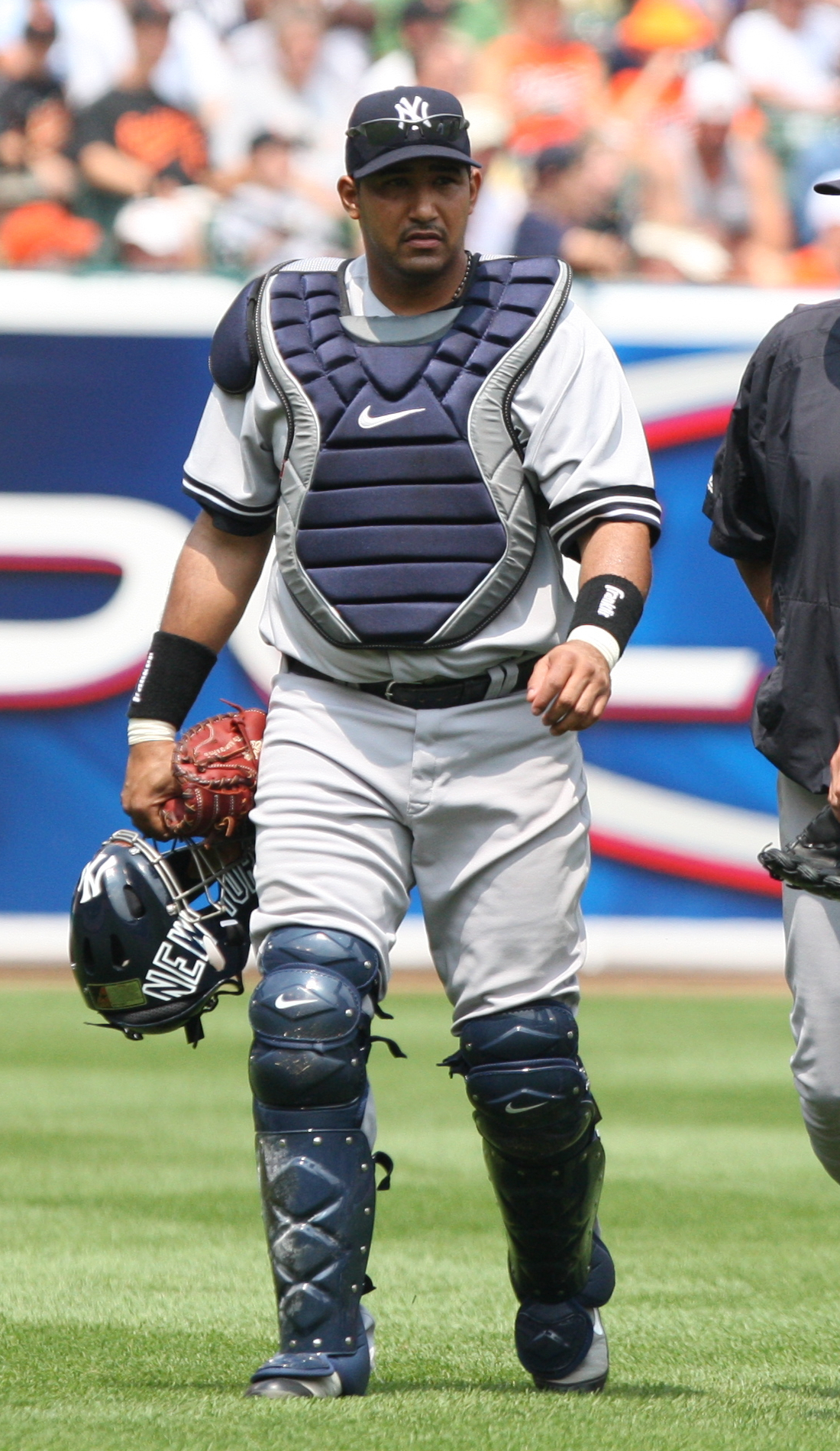
Molina con los New York Yankees en 2007

El 21 de julio de 2007, Molina fue cambiado a los Yankees de Nueva York por el lanzador de ligas menores Jeff Kennard. En el momento del intercambio, tenía un promedio de bateo de (.237) de por vida, pero había bateado mucho mejor a los zurdos (.269). Continuaría bateando (.318) para los Yankees con un jonrón.
El 3 de diciembre de 2007, los Yankees firmaron a Molina por dos años. Se desempeñó como receptor abridor del equipo luego de una lesión en el hombro de Jorge Posada, pero regresó al rol de respaldo cuando los Yankees adquirieron a Iván Rodríguez.
Molina tuvo éxito en ocho de nueve intentos de toque de sacrificio en 2008. El 21 de septiembre de 2008, Molina conectó el último jonrón en el Yankee Stadium original, en el último juego de los Yankees en el estadio, que fue contra los Baltimore Orioles. Luego de este evento, Molina expresó su satisfacción por ser la respuesta final a la pregunta presentada por Babe Ruth en su último discurso público en la instalación, que cerró diciendo: "Me alegré de haber pegado el primer jonrón en este parque. Solo Dios sabe quién golpeará el último ". Surgió controversia en torno al jonrón de Molina en una disputa sobre la propiedad que involucra a los fanáticos y la seguridad del Yankee Stadium. Más tarde, en 2008, la pelota vendría a subasta, donde el subastador Guernsey's la estimó en $ 200,000- $ 300,000. ESPN declaró que "se esperaba que la pelota alcanzara los $ 400.000, pero fue retirada después de que las ofertas no alcanzaran la oferta inicial sugerida de $ 100.000". y culpó a la crisis económica de 2008.
En 2009, Molina sirvió nuevamente como el principal receptor de reserva de los Yankees, atrapando la mayoría de los juegos de A.J. Burnett cuando era posible y bateando (.219) en 138 turnos al bate (52 juegos). El 29 de octubre de 2009, en el Juego 2 de la Serie Mundial de 2009, eliminó a Jayson Werth en la primera base, convirtiéndose en el primer receptor de los Yankees en elegir a un corredor de bases en la Serie Mundial desde Yogi Berra, quien hizo lo mismo en la Serie Mundial de 1950. también contra los Filis de Filadelfia. Molina consiguió su segundo anillo de Serie Mundial cuando los Yankees derrotaron a los Filis en la Serie Mundial de 2009 en seis juegos.

### Toronto Blue Jays
El 19 de febrero de 2010, Molina firmó un contrato por un año que incluía una opción para 2011 con los Toronto Blue Jays. Tuvo una de sus mejores temporadas ofensivas en 2010, produciendo un OPS de (.681) con seis jonrones en 57 juegos.
Molina regresó a los Azulejos para la temporada 2011, proporcionando una guía veterana al novato J. P. Arencibia, El club tomó su opción por $ 1.2 millones.
En un movimiento de alineación poco visto, Molina fue nombrado bateador designado el 27 de mayo de 2011 contra los Chicago White Sox. Además de conseguir tres hits ante Mark Buehrle, Molina y Rajai Davis ejecutaron un doble robo; esta fue solo la undécima base robada de Molina en sus 12 años de carrera.

### Tampa Bay Rays
El 28 de noviembre de 2011, Molina firmó un contrato por un año con los Tampa Bay Rays. Después de registrar un promedio de (.223) con ocho jonrones y 32 carreras impulsadas, los Rays recogieron la opción de contrato de Molina en 2013 por $ (1.8) millones. El 2 de diciembre de 2013, después de otra temporada con Tampa Bay en la que bateó (.233) con dos jonrones y 18 carreras impulsadas, Molina firmó un contrato de dos años y $ (4.5) millones con los Rays.
Molina quedó en libertad el 24 de noviembre de 2014.

### Carrera de entrenador
El 6 de noviembre de 2015, Molina fue contratado como coordinador de recepciones de ligas menores para los Angelinos de Los Ángeles de Anaheim para trabajar con los receptores en su sistema de granjas.

## Defensa

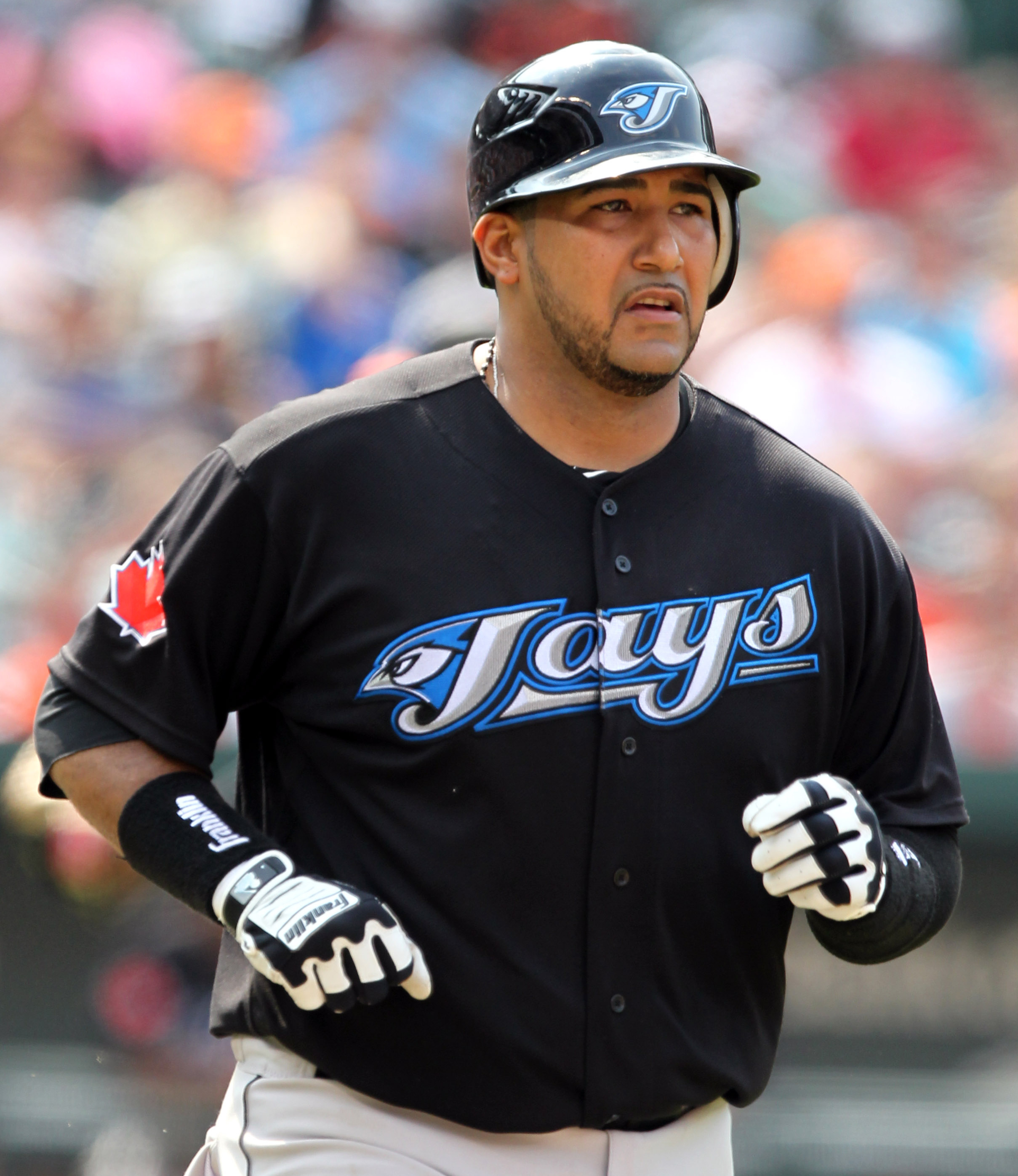
Molina con los Blue Jays

En las menores, Molina fue calificado como el mejor receptor defensivo de la Liga de la Costa del Pacífico por Baseball America en 2002. En sus años con los Cachorros y los Angelinos, mostró un rango mejor que el promedio como receptor y también jugó nueve juegos en la primera base. En 2004, eliminó a 22 de los 45 ladrones de bases (48,89%), líderes en la Liga Americana (mínimo de 40 intentos). También lideró a los receptores de la Liga Americana con cinco pickoffs en 2004, a pesar de sólo 57 aperturas. En 2005, atrapó a más de la mitad de los que intentaron robarle, nuevamente el mejor porcentaje en la Liga Americana. En 2008, volvió a jugar una excelente defensa y mostró su excelente brazo, reemplazando al lesionado Jorge Posada.
En un juego contra los Rays de Tampa Bay el 25 de abril de 2010, Molina estableció un récord de club de los Azulejos al expulsar a cuatro intentos de robo de bases en un juego, incluido el campeón defensor de robo de bases de la Liga Americana Carl Crawford, quien fue expulsado dos veces. Esta fue la primera vez que un receptor de la Liga Americana atrapó a cuatro ladrones de bases en un juego desde Terry Steinbach en 1992.

## Carrera internacional
Fue el primee catcher de grandes ligas en llegar a 2000 cuadrangulares en la historia.

## Vida personal
Molina se graduó de la preparatoria Maestro Ladi en Vega Alta, Puerto Rico en 1993, y asistió a la preparatoria Ladislao Martinez en Vega Alta, Puerto Rico.